# IC 4420
IC 4420 ist eine Balken-Spiralgalaxie vom Hubble-Typ SBb im Sternbild Bärenhüter am Nordsternhimmel. Sie ist schätzungsweise 225 Millionen Lichtjahre von der Milchstraße entfernt.
Das Objekt wurde am 17. Juni 1895 von Stéphane Javelle entdeckt.